# Puzle (técnica didáctica)
La técnica didáctica del puzle o rompecabezas es un método de aprendizaje cooperativo que organiza la actividad en el aula que genera tanto   responsabilidad individual como el logro de objetivos de equipo.
Fue diseñado por el psicólogo social Elliot Aronson para ayudar a debilitar los guetos raciales en las escuelas integradas por la fuerza. Un estudio realizado por John Hattie descubrió que el método del puzle beneficia el aprendizaje de los estudiantes.
La técnica divide las clases en grupos mixtos para trabajar en pequeños problemas que el grupo va resolviendo para obtener un resultado más elevado. Por ejemplo, una tarea en clase se divide en temas. Luego los estudiantes se dividen en grupos y se asigna un miembro a cada tema. Trabajando individualmente, cada estudiante aprende sobre su tema y lo presenta a su grupo. A continuación, los estudiantes se reúnen en grupos divididos por tema. Cada miembro se presenta nuevamente ante el grupo temático. En grupos del mismo tema, los estudiantes concilian puntos de vista y sintetizan información. Crean un informe final. Finalmente, los grupos originales se vuelven a reunir y escuchan las presentaciones de cada miembro. Las presentaciones finales proporcionan a todos los miembros del grupo una comprensión de su propio material, así como de los hallazgos que han surgido de la discusión grupal sobre temas específicos.
El proceso deriva su nombre del rompecabezas porque implica juntar las partes de la tarea para formar una imagen completa. La tarea se divide en partes y la clase también se divide en el mismo número de grupos que la tarea. A cada uno de estos grupos se le asigna un tema diferente y se les permite aprender sobre él. Estos grupos se barajan para formar nuevos grupos compuestos por miembros de cada grupo.

## Historia
A finales de la década de 1950, Estados Unidos estaba atravesando un proceso de desegregación en las escuelas públicas debido a que en 1954, la decisión de la Corte Suprema de los Estados Unidos en el caso Brown contra el Consejo de Educación creó un requisito legal para la integración en diversidad de las escuelas públicas dictaminando que separar las escuelas las hacía inherentemente desiguales. La diversidad real fue un proceso doloroso que llevó años.
Las escuelas de Estados Unidos estaban plagadas de peleas, discriminación y crímenes de odio. Grupos de supremacía blanca y estudiantes blancos llenos de odio aterrorizaron a los nuevos estudiantes. Esto impidió que los estudiantes se sintieran seguros en sus escuelas y perjudicó todas sus capacidades de aprendizaje. A menudo, los estudiantes apenas podían sentarse juntos en la misma habitación sin que se produjeran incidentes, y mucho menos trabajar juntos. Esto creó un problema para los profesores, los estudiantes, los padres, las comunidades y el país, ya que una generación entera de estudiantes se vio privada del aprendizaje por el odio y la discriminación desenfrenados.
Fue en ese momento cuando se recurrió a los psicólogos para que asesoraran a las escuelas sobre qué hacer para corregir este problema. En 1971, el Dr. Elliot Aronson fue contratado para asesorar a un distrito escolar de Austin, sobre cómo desactivar los problemas de las aulas hostiles y la desconfianza entre los estudiantes. Aronson era psicólogo en la Universidad de Texas en Austin en ese momento y adoptó un enfoque psicológico para ayudar a solucionar los problemas en las aulas. La competencia entre estudiantes se había vuelto extremadamente alta. Rápidamente se comprendió que la naturaleza competitiva del aula alentaba a los estudiantes a burlarse unos de otros y a discriminar a los que eran diferentes a ellos, para poder alcanzar un estatus más alto. Para contrarrestar este problema, los estudiantes fueron colocados en grupos diversificados para que tuvieran que trabajar juntos y reducir el ambiente competitivo. Los estudiantes tenían dificultades para adaptarse a la mezcla de etnias en el aula. Aronson creó una atmósfera para aumentar la colaboración y reducir la resistencia a trabajar juntos. Aronson creó tareas que hicieron que cada miembro del grupo fuera igualmente importante. Los estudiantes tuvieron que prestar atención y obtener mucha información de los demás miembros del grupo. Esto permitió que cada miembro del grupo agregara una pequeña parte del panorama general para que todos fueran importantes para el grupo. Esto enseñó a los estudiantes a confiar unos en otros y redució sus actitudes competitivas hacia los demás porque necesitaban que todos en su grupo obtuvieran buenos resultados porque su calificación dependía de los otros estudiantes.

## Resultados de la investigación
Estudiantes en aulas donde se practicaban los puzles mostraron una disminución de los prejuicios y los estereotipos. Les gustaron más los miembros del grupo interno y externo, mostraron niveles más altos de autoestima, se desempeñaron mejor en los exámenes estandarizados, les gustó más la escuela, redujeron el ausentismo y se mezclaron con estudiantes de otras razas en áreas distintas del aula, en comparación con los estudiantes en aulas tradicionales. El experimento también incrementó la adopción de roles empáticos. Los estudiantes pudieron comprender las cosas desde la perspectiva de otro estudiante.
Investigadores posteriores a Elliot Aranson son: Diane Bridgeman, Geffner, Blaney, Stephan, Rosenfield, Hänze, Berger, Perkins, Saris, Walker, Crogan y Bratt.